# Xwlacodji
Xwlacodji est un quartier situé dans la ville de Cotonou, département du Littoral au Bénin. Xwlacodji fait partie des 15 quartiers qui composent le cinquième arrondissement de Cotonou.

## Histoire et toponymie

### Histoire
Le quartier Xwlacodji est l'un des plus anciens de Cotonou où se sont installés des pêcheurs. En 1830, les colons à leur arrivée avaient besoin de personnes capables de faire face aux déferlantes vagues de l’océan Atlantique. Les Pedah et Popo ont été déplacés alors du sud-ouest du Dahomey pour la construction du wharf devant relier l’océan Atlantique au lac Nokué. C'est ainsi que ces ethnies une fois installées ont donné le nom de Xwlacodji à leur village. Au fil des années le quartier voit progresser l'effectif de sa population et devient une banlieue abritant toutes sortes de trafics avec des drogués et une recrudescence de la violence. Le 4 mai 2012, une tentative de démolition initiée par le génie militaire fut un échec. Ce dernier acte a précipité davantage les habitants dans la précarité. Le 3 septembre 2019, à la suite des opérations de déguerpissement lancées par le préfet du département du Littoral, une grande partie du quartier touchant plus de 120 ménages a été rasée par des bulldozers,,,,,.

### Toponymie
Xwlacodji en langue mina et Placodji en français, signifie en mina sur la terre du peuple Xwla ou Pla.

## Géographie
Le quartier est subdivisé en deux : xwlacodji Kpodji et Xwlacodji Plage

## Infrastructures administratives
Le quartier dispose de plusieurs services et édifices religieux dont : 
- le commissariat de police de Placodji ;
- la cathédrale Notre-Dame de Miséricorde de Cotonou.

### Population
xwlacodji Kpodji compte 326 ménages pour 1 082 habitants et Xwlacodji Plage 895 ménages pour 3 376 habitants.

### Galerie de photos

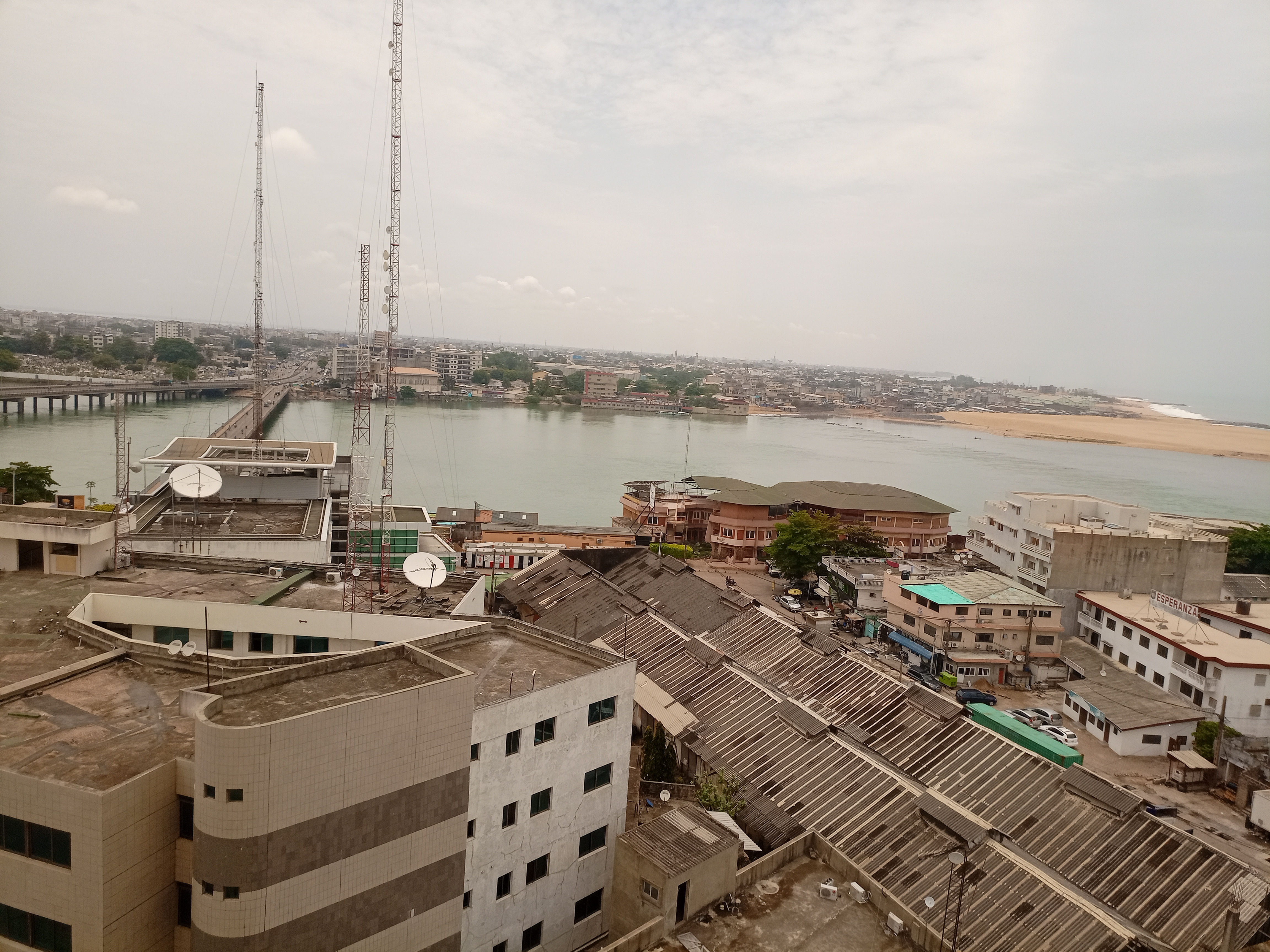
Vue sur Xwlacodji, Cotonou depuis un immeuble
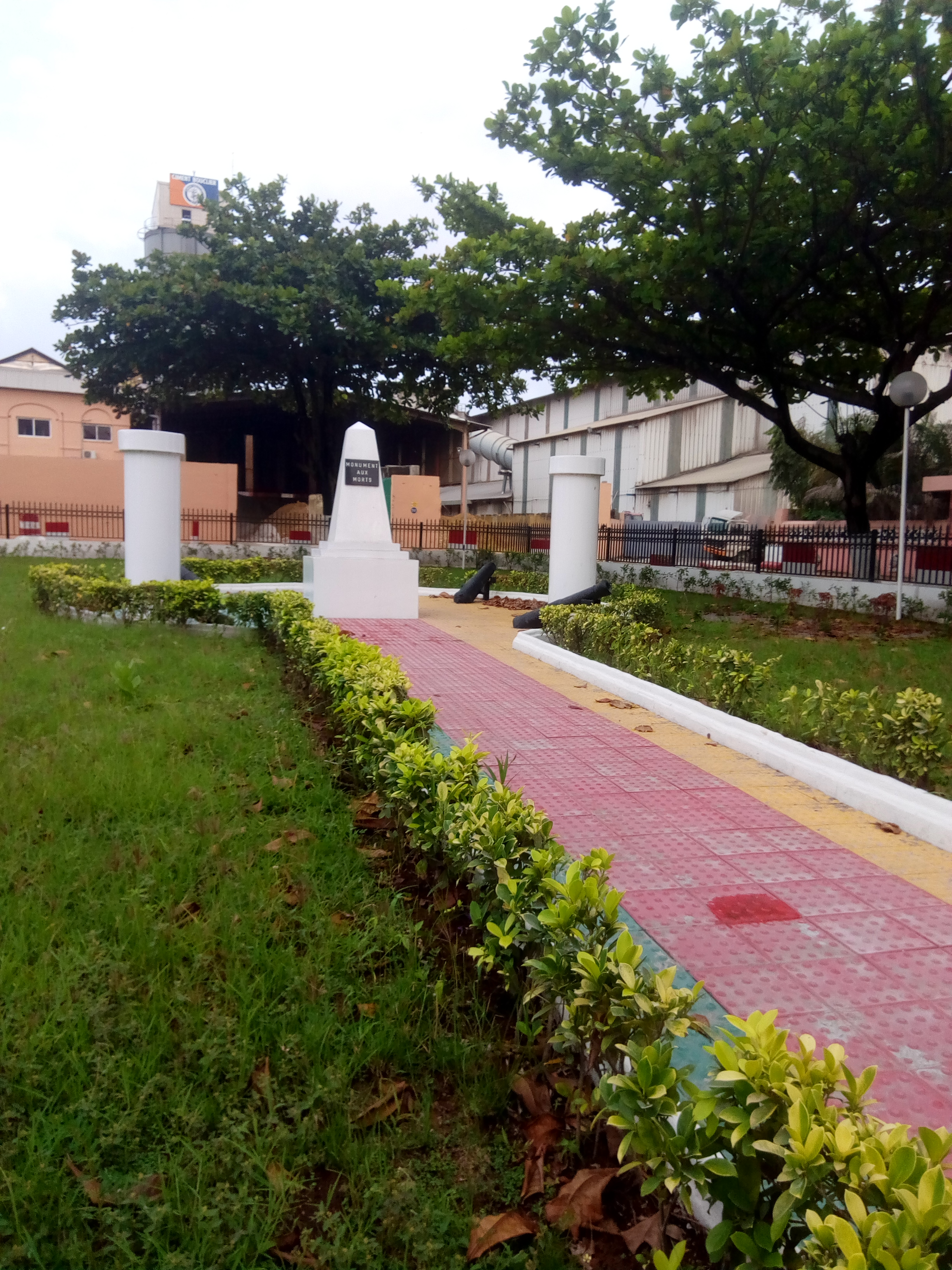
Le Monument aux morts de Xwlacodji
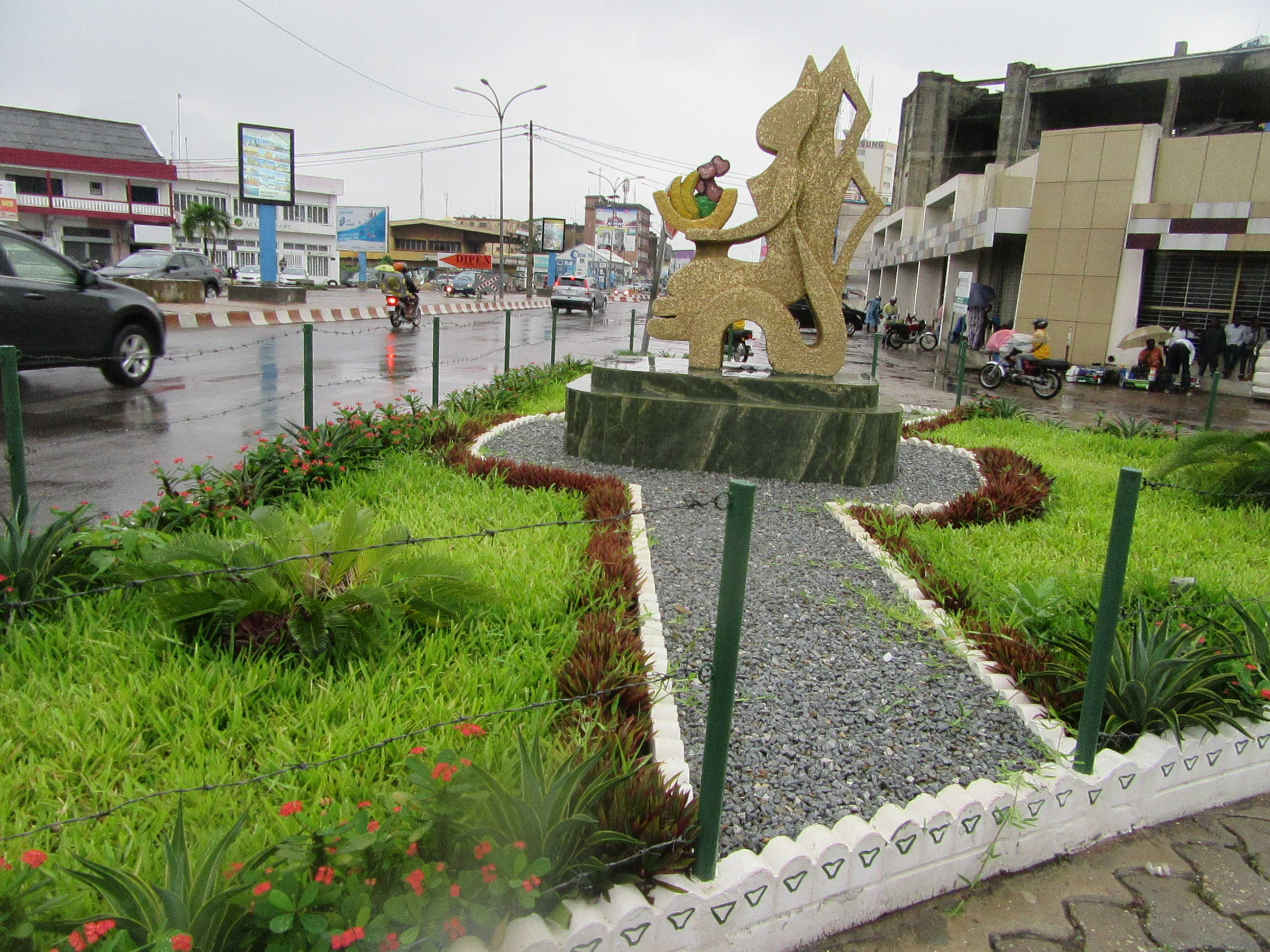
Place à Placodji de Cotonou
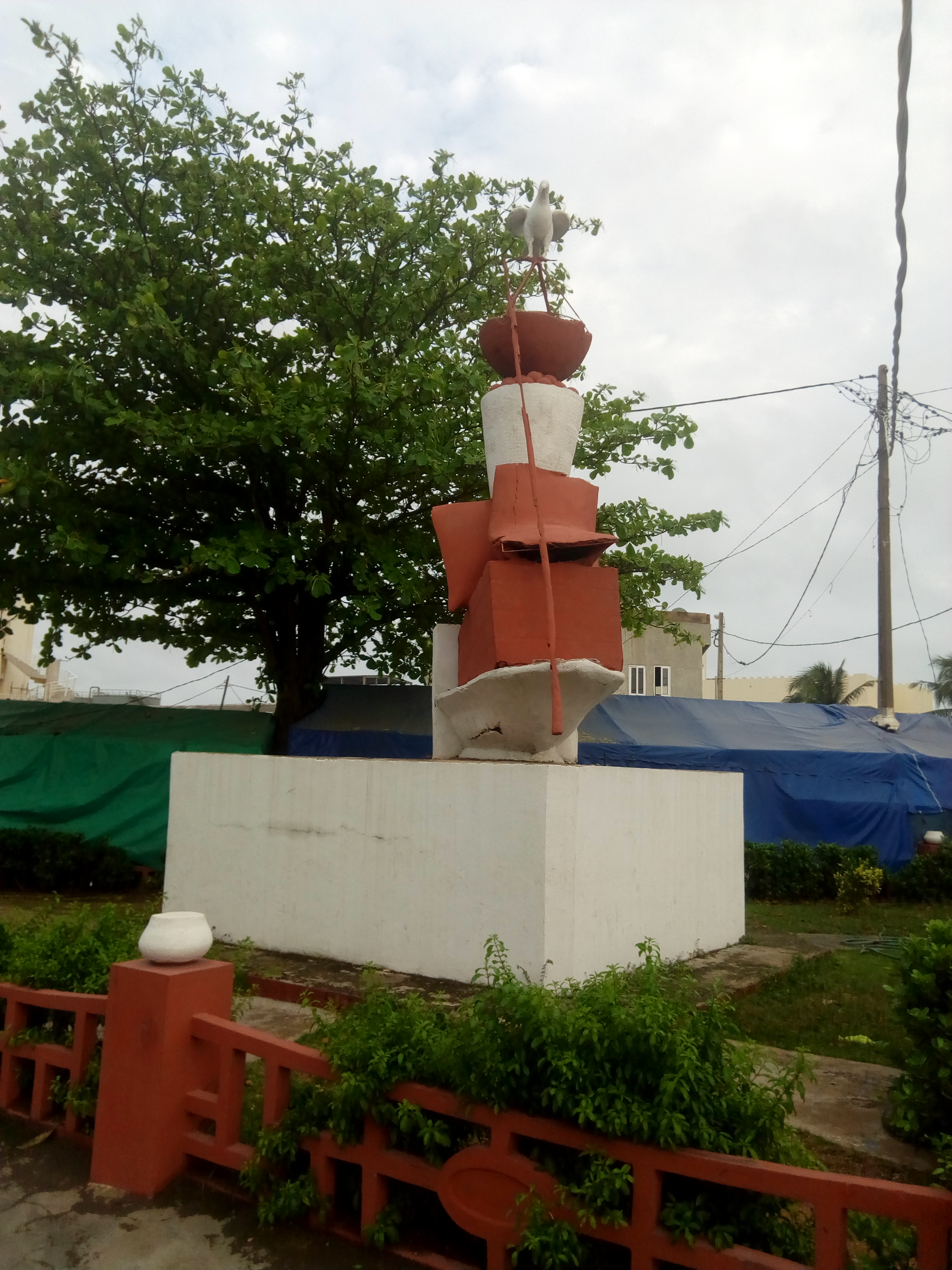
Panier de la ménagère, une vue de face